# Accacidia simillima
Accacidia simillima är en insektsart som beskrevs av Irena Dworakowska 1971. Accacidia simillima ingår i släktet Accacidia och familjen dvärgstritar. Inga underarter finns listade i Catalogue of Life.